# Manolepis putnami
Manolepis putnami is een slang uit de familie toornslangachtigen (Colubridae) en de onderfamilie Dipsadinae.

## Naam en indeling
De wetenschappelijke naam van de soort werd voor het eerst voorgesteld door Georgio Jan in 1863. Oorspronkelijk werd de naam Dromicus putnami gebruikt. Het is de enige soort uit het monotypische geslacht Manolepis.

## Verspreiding en habitat
Manolepis putnami komt voor in delen van Midden-Amerika en leeft endemisch in zuidwestelijk Mexico. De slang is aangetroffen in de deelstaten Chiapas, Oaxaca en Nayarit. De habitat bestaat uit droge tropische en subtropische bossen en hoger gelegen tropische en subtropische mangroven.

## Beschermingsstatus
Door de internationale natuurbeschermingsorganisatie IUCN is de beschermingsstatus 'veilig' toegewezen (Least Concern of LC).